# Hybridní počítač

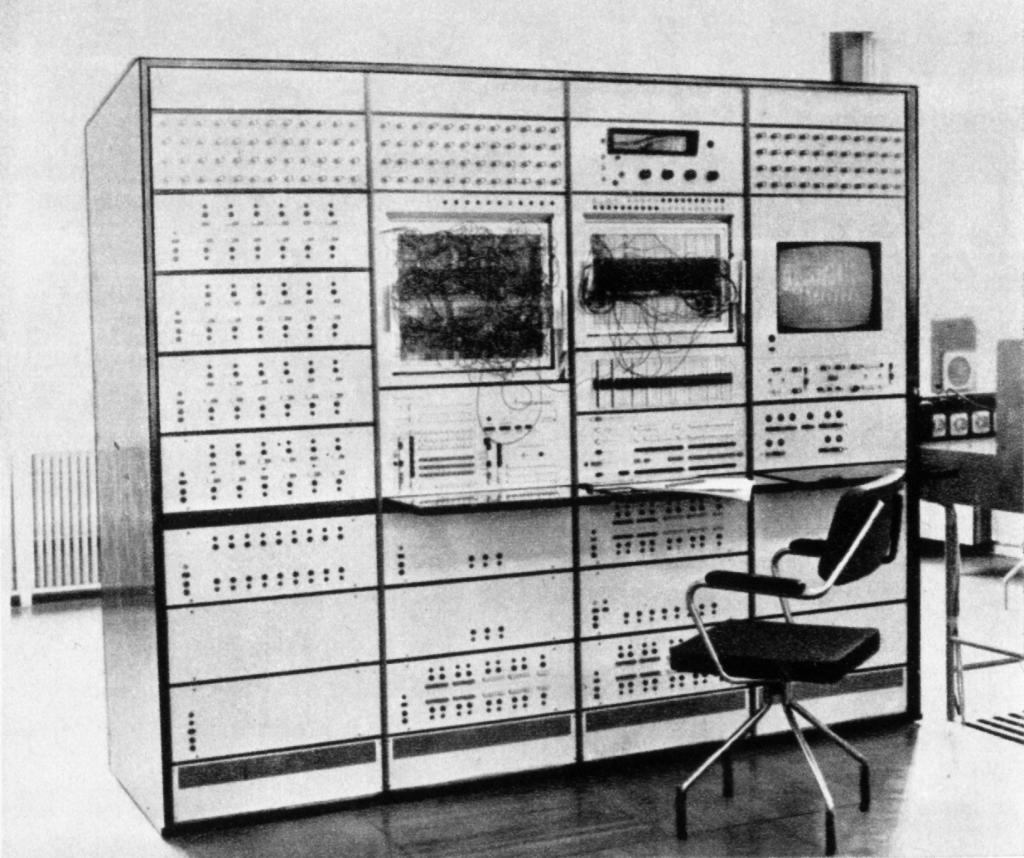
Polský Hybridní počítač WAT 1001

Hybridní počítače byly v informatice počítače, které kombinovaly přednosti analogových a číslicových počítačů. Číslicová část sloužila jako řídící jednotka a prováděla logické operace, zatímco analogová část byla používána pro simulaci složitého výpočtu diferenciálních rovnic. Vrcholem hybridních počítačů byl HRS-100 z roku 1970, ale v dalších letech trh zcela ovládly číslicové počítače, jejichž výpočetní výkon byl na řešení podobných úloh dostatečný a dosahovaly vyšší přesnosti.

## Charakteristika
Obecně jsou analogové počítače výjimečně rychlé, protože zvládnou řešit většinu komplexních rovnic takovou rychlostí, jakou signál projde obvodem, což je obvykle nezanedbatelný zlomek rychlosti světla. Na druhou stranu jejich přesnost není příliš dobrá – jsou omezeny na tři, nanejvýš na čtyři desetinná místa.
Číslicové počítače mohou být naproti tomu postaveny tak, že dokáží řešit rovnice s téměř neomezenou přesností, ale v porovnání s analogovými počítači znatelně pomaleji. Obyčejně jsou komplexní rovnice aproximovány pomocí iteračních numerických metod, které zaberou množství opakování, závisející na vhodnosti počátečního „odhadu“ a na požadované míře přesnosti (počáteční odhad, častěji jako počáteční hodnota pro iterační proces). Pro mnoho real-time operací je rychlost, s jakou se provádějí takové číslicové kalkulace, příliš pomalá na to, aby byla užitečná (např. pro Phased array radar – radarový systém se sfázovanou anténou nebo pro hydrometeorologické kalkulace).
Hybridní počítače mohou být použity, abychom obdrželi velmi dobré, i když relativně nepřesné, počáteční hodnoty pomocí analogového počítače, které jsou poté „posílány“ na vstup iteračního procesu číslicového počítače. S přesností počátečních hodnot na tři nebo čtyři desetinná místa je zapotřebí mnohem méně iterací a díky tomu je čas, potřebný pro dosažení požadované přesnosti, výrazně zkrácen.
Důležité je odlišovat hybridní počítače od hybridních systémů. Hybridní systém nemusí být totiž nic víc než jen číslicový počítač vybavený A/D převodníkem na vstupu a/nebo D/A převodníkem na výstupu. Například roboti používají analogové senzory pro rozpoznávání vlastností objektů a svého okolí, poté pomocí A/D převodníků převádí pohyb, tlak, teplotu, zvuk, obraz, aj. na běžný číslicový signál pro zpracování počítačem, který naopak řídí fyzické součásti pomocí D/A převodníků.